# Archivos Nacionales de Tailandia

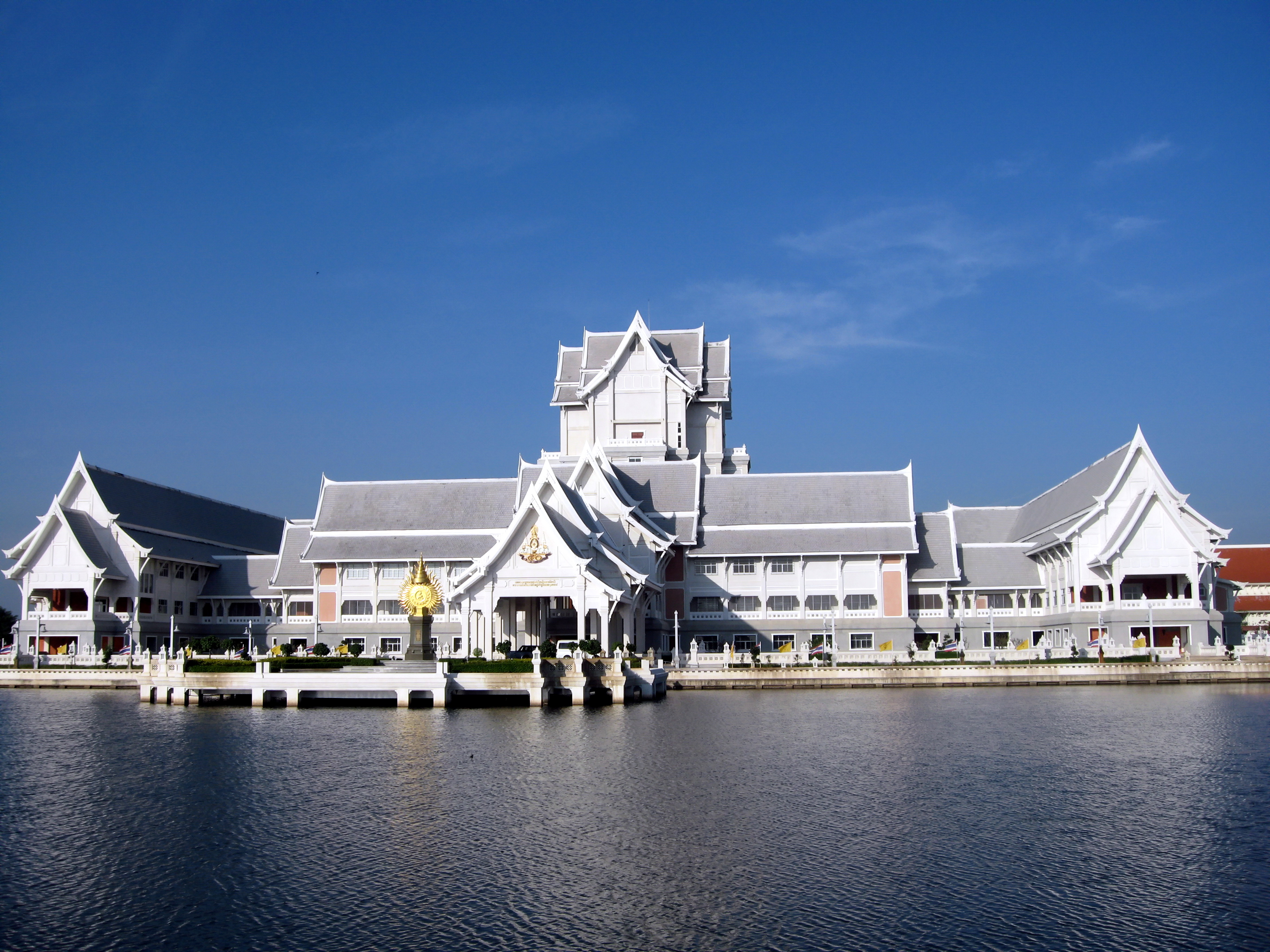
Archivos Nacionales de Tailandia en la ciudad de Pathum Thani. Campus (2009).

Los Archivos Nacionales de Tailandia (NAT) (en tailandés: สำนักหอจดหมายเหตุแห่งชาติ, romanizado: samnak ho chot mai het haeng chat) es un organismo gubernamental tailandés dependiente del Departamento de Bellas Artes del Ministerio de Cultura. Se creó en 1916 ((B.E.2459).) como sección de la Biblioteca nacional de Tailandia. Se convirtió oficialmente en el Archivo Nacional de Tailandia el 18 de agosto de 1952.
La NAT cuenta con 131 empleados y un presupuesto anual de 80 millones de bahts. Dispone de instalaciones satélite en Phayao y Ubon Ratchathani. A partir de|2018 la directora de la NAT es la Sra. Nanthaka Pollachai.

## Misión
Los Archivos Nacionales se encargan de recopilar y conservar documentos públicos y otros documentos históricos y de ponerlos a disposición del público. También asesora a las administraciones públicas en materia de gestión y conservación de documentos.
Por regla general, los registros de la Administración se transfieren a los Archivos Nacionales cuando cumplen 30 años, de acuerdo con el Reglamento del Primer Ministro sobre Conservación de Registros promulgado en 1983 (B.E.2526 y segunda versión adicional, B.E.2548). El archivo recoge alrededor del siete por ciento de todos los documentos gubernamentales (2018). Los archiveros valoran los registros para determinar cuáles tienen valor histórico para su conservación permanente. Los registros de valor donados por particulares interesados en su conservación se conservan como fondos de archivo.

## Colección
La colección de los Archivos Nacionales consta de más de un millón de registros históricos gubernamentales y públicos, incluidos documentos en papel y en hoja de palma, fotografías, carteles, mapas, cintas de vídeo y grabaciones sonoras que datan desde el reinado del rey Rama IV hasta la actualidad.
A 30 de septiembre de 2011, los Archivos Nacionales contaban con 10 285 documentos escritos, 24 508 placas húmedas de colodión, 444 009 fotografías, 808 693 películas, 20 062 mapas y planos, 2696 carteles, 4472 calendarios, 4.67 registros sonoros, 3941 registros visuales, 9503 microfilmes, 734 discos compactos, 34 registros visuales digitales, 43 628 volúmenes encuadernados, documentos gubernamentales y libros raros, 1867 actas de reuniones, memorandos y registros de incidentes y 677 269 recortes de noticias importantes. El documento más antiguo de la colección es un documento en papel que data del reinado de Mongkut (1851-1868).
Los archivos de Tailandia conservan pocos materiales relacionados con países extranjeros. Por ejemplo, no tiene materiales sobre Vietnam, Camboya o Laos, pero sí varios documentos chinos. Según el investigador de la cultura tailandesa Phuthorn Bhumadhon, cuando quiere buscar la historia del periodo de Ayutthaya, tiene que acudir a archivos de Francia.

## Acceso de investigadores
Los investigadores extranjeros pueden utilizar los archivos tras cumplimentar un formulario de registro de investigador junto con una carta de autorización obtenida del Consejo Nacional de Investigación de Tailandia.